# Operació nul·lària
Es defineix com operació nul·lària aquella operació matemàtica que no necessita operador és (argument) perquè es pugui calcular un valor.
Les operacions nul·làries són  funcions constants, ja que sense arguments tornen un valor normalment, sempre el mateix. Per exemple, la funció 'pi' torna el nombre π sense necessitat d'arguments.
{\displaystyle {\begin{array}{rccl}pi:&\emptyset &\to &R\\&()&\to &y=pi()\end{array}}}
Un cas excepcional seria la funció  aleatori. És una operació nul·lària, ja que sense cap argument retorna un nombre aleatori major o igual que zero i menor que un.
{\displaystyle {\begin{array}{rccl}aleatori:&\emptyset &\to &R\\&()&\to &y=aleatori()\end{array}}}
Per la qual cosa és vàlid dir que la funció aleatori és una operació de aritat zero. És a dir, sense arguments.